# Severní region (Brazílie)
Severní region je územní jednotka Brazílie zabírající 45,2% jejího území, v roce 2022 zde žilo 8,54 % veškerého brazilského obyvatelstva. Je složen ze států Acre, Amapá, Amazonas, Pará, Rondônia, Roraima a Tocantins. V rámci Brazílie je region nejméně osídlen, hustota zalidnění dosahuje hodnoty 4,5 obyv./km². Významná část povrchu regionu je pokrytá Amazonským deštným pralesem, hlavní dopravní tepnou je řeka Amazonka.
Brazilské regiony představují 5 uskupení jednotlivých brazilských států a federálního distriktu, ze kterých se skládá Brazilská republika. Území jsou seskupena podle geografické blízkosti a obdobným přírodním podmínkám. Regiony byly vytvořeny Brazilským institutem pro geografii a statistiku (portugalsky Instituto Brasileiro de Geografia e Estatística, zkratka IBGE) za účelem rozdělit rozlehlé brazilské území do několika oblastí. Regiony nedisponují žádnou politickou mocí či autonomií.